# Marinópolis (ort)
Marinópolis är en ort i Brasilien.   Den ligger i kommunen Marinópolis och delstaten São Paulo, i den södra delen av landet, 600 km sydväst om huvudstaden Brasília. Marinópolis ligger 409 meter över havet och antalet invånare är 2 113.
Terrängen runt Marinópolis är platt. Runt Marinópolis är det ganska glesbefolkat, med 42 invånare per kvadratkilometer.. Närmaste större samhälle är São Francisco, 16,0 km nordost om Marinópolis.
Omgivningarna runt Marinópolis är en mosaik av jordbruksmark och naturlig växtlighet.